# Romeyn Beck Ayres
Pour les articles homonymes, voir Ayres.
Romeyn Beck Ayres (20 décembre 1825 - 4 décembre 1888) est un général de l'armée de l'Union de la guerre de Sécession.

## Avant la guerre
Ayres naît à East Creek, le long de la rivière Mohawk dans le comté de Montgomery. Il est le fils d'un médecin d'une petite ville qui pousse tous ses fils vers des carrières professionnelles. Il est diplômé de l'académie militaire de West Point en 1847(p111) et est obtient une commission de second lieutenant breveté de le 4th U.S. Artillery. Bien qu'il soit diplômé suffisamment tôt pour servir lors de la guerre américano-mexicaine, Ayres sert uniquement dans un service de garnison à Puebla et à Mexico jusqu'en 1850, ne participant à aucun combat lors de la guerre.
Entre les guerres, Ayres est affecté dans plusieurs postes sur la frontière et sert à l'école d'artillerie du fort Monroe de 1859 à 1861. En 1849, il se marie avec Emily Louis Gerry Dearborn à Bangor (Maine). Sa seconde épouse est Juliet Opie Hopkins Butcher, la fille de Juliet Opie Hopkins (en), une femme qui deviendra célèbre plus tard en créant des hôpitaux pour les soldats confédérés à Richmond, en Virginie.

## Guerre de Sécession
Après de déclenchement de la guerre de Sécession, Ayres est promu capitaine et commande une batterie du 5th U.S. Artillery, qu'il dirige lors de la première campagne de Bull Run, et est fortement impliqué lors de la bataille de Blackburn's Ford, précédant la première bataille de Bull Run. Lors de la première bataille de Bull Run, sa batterie, rattachée à la brigade de William T. Sherman, est tenue en réserve et il ne participe pas véritablement à l'action, mais il se distingue en assurant une couverture aux troupes de l'armée de l'Union en retraite poursuivies par la cavalerie confédérée.
Le 3 octobre 1861, Ayres est nommé chef de l'artillerie de la division de William F. « Baldy » Smith (plus tard désignée comme la 2e division du VIe corps) de l'armée du Potomac. Il reste à ce poste lors de la campagne de la Péninsule, la bataille des sept jours, et à la bataille d'Antietam. Juste avant la bataille de Fredericksburg, il est promu chef de l'artillerie du VIe corps en tant que brigadier général, avec une date de prise de rang au 29 novembre 1862(p111). À Fredericksburg, il commande le corps d'artillerie positionné derrière la rivière Rappahannock sur Falmouth Heights.
Pendant qu'il récupère d'une blessure causée par une chute de son cheval, Ayres considère sa carrière militaire et se rend compte que les officiers artilleurs ont une progression de carrière plus lente que leurs collègues de l'infanterie. Alors, il arrange son transfert et devient commandant de brigade dans la 2e division du Ve corps le 21 avril 1863. Cette division est connue comme la « division régulière » car elle est pratiquement constituée que de soldats de l'armée régulière (versus volontaires des États) et il mène la 1re brigade lors de la bataille de Chancellorsville. Le premier jour de la bataille (1er mai 1863), sa brigade forme le flanc gauche de la division de Sykes qui est engagée par la division du major général Lafayette McLaws sur Orange Turnpike. La division de Sykes est obligée de retraiter lorsqu'elle est attaquée sur le flanc droit par la division du major général Robert E. Rodes.
Lors de la campagne de Gettysburg, lors de la réorganisation des postes des officiers généraux à la suite de la nomination du major général George G. Meade au commandement de l'armée du Potomac après avoir été à la tête du Ve corps, repris par le major général George Sykes, Ayres prend le commandement de la division régulière. Il prend le commandement d'une division rapidement pour un officier avec peu d'expérience d'infanterie. À la bataille de Gettysburg, il n'a pas l'opportunité de briller dans sa nouvelle affectation. Sa division arrive sur le champ de bataille vers la mi-journée le deuxième jour de la bataille, le 2 juillet 1863. Après un bref repos dans un camp près de Power's Hill, deux brigades de sa division sont envoyées renforcer les troupes de l'Union de la division du major général John C. Caldwell (IIe corps), qui contre-attaquent les forces confédérées dans le champ de blé. En raison de l'assaut confédéré de grande ampleur à proximité du vergé de pêche (Peach Orchard), la division de Caldwell retraite à tel point que les deux brigades risquent d'être encerclées. Elles sont également obligées de retraiter, subissant de lourdes pertes. Néanmoins, Ayres reçoit des éloges pour sa performance et il est breveté commandant de l'armée régulière pour son action à Gettysburg. Après la bataille, la division régulière est envoyée à New York pour réprimer les émeutes qui y ont éclaté.
En mars 1864, l'armée du Potomac est réorganisée, réduisant le nombre de commandants de corps, et des subordonnés le long de la chaîne de commandement qui y sont affectés. Ayres prend le commandement de la 4e brigade de la première division du Ve corps. Il dirige la brigade lors de la campagne de l'Overland du lieutenant général Ulysses S. Grant de 1864. Il reçoit le commandement de la nouvelle deuxième division du Ve corps lors de la campagne de Richmond-Petersbrug. Le 1er août 1864, il est breveté major général pour sa contribution lors de ces campagnes ; il reçoit des recommandations particulières et des brevets les batailles de Weldon Railroad et de Five Forks. Ayres continue à diriger sa division pendant la campagne d'Appomattox et la reddition confédérée.
À l'été 1864, la division régulière n'existe plus car ses effectifs sont largement en dessous de ceux d'une brigade. On a demandé à Ayres après la guerre s'il y avait encore des hommes de l'armée régulière qu'il avait commandés encore en service. Il a répondu que « j'ai eu un jour une division de réguliers. J'ai enterré la moitié d'entre eux à Gettysburg et l'autre moitié dans la Wilderness. Il n'y a plus de réguliers ».

## Après la guerre
Après la guerre, Ayres commande une division du corps provisoire (en), et ensuite commande le district de la Vallée de la Shenandoah jusqu'au 30 avril 1866, quand il quitte le service des volontaires. Avec la réduction générale des effectifs, typique à la suite des guerres américaines, Ayres retourne dans l'armée régulière avec le grade de lieutenant-colonel et il assure essentiellement des postes de garnison dans divers lieux dans le Sud, dont Little Rock, en Arkansas, les baraques de Jackson (en), La Nouvelle-Orléans, en Louisiane, et à Key West, la Floride. En 1877, il commande les troupes qui répriment les grèves des chemins de fer (en) au Maryland et la Pennsylvanie, et en 1879, il est promu colonel du 2nd U.S. Artillery(p111).
Ayres meurt à Fort Hamilton, et est enterré dans le cimetière national d'Arlington, en Virginie, au côté de sa belle-mère, Juliet Opie Hopkins.